# Тукай (городской округ город Орск)
Тукай — село в городском округе город Орск Оренбургской области.

## География
Находится на притоке Сухой, у реки Орь на расстоянии примерно 11 километров по прямой на юго-восток от центра города Орск. Административно относится к Советскому району Орска.

## Климат
Климат континентальный с тёплым летом, холодной зимой и недостаточным увлажнением в течение года. Среднемесячная температура наиболее холодного месяца (января) — −16,4 °C, наиболее тёплого (июля) — 21,3 °C. Абсолютный максимум температуры составляет — 42 °C, абсолютный минимум — −44 °C. Продолжительность безморозного периода 132 суток. В течение года преобладают западные направления ветра. Зимой возрастает роль юго-западных и северо-восточных ветров, летом северо-западных и северных направлений. Среднегодовая скорость ветра 8,8 м/с. В течение года наблюдается около 20 дней с туманом.

## История
Образовано в начале XX века из нескольких аулов, в том числе аула Тукай. Название получило в честь Габдуллы Тукая. В 1930-е годы здесь был сформирован колхоз «Жана-Тан» («Новая заря»). В годы Великой Отечественной войны сюда переселялись из Новоорска, а в 1953 году — из затопленного Ириклинским водохранилищем села Зубочистенка (потомки уральских татар). Недалеко от села находится песчаный карьер, место работы тукайских механизаторов. До 1992 года Тукай был отделением № 3 совхоза «Кумакский» Новоорского района. С 1992 по 1996-й годы здесь было организовано подсобное хозяйство ОЗТП АОЗТ «Тукай». В 2001 году создан СПК имени Тукая, который в 2005 году был переименован в ООО «СПК имени Тукая». В селе проживают татары (из Зубочистенки), беженцы из Таджикистана, переселившиеся в 1996 году, казахи и русские. С 1 июля 2001 года село включено в состав муниципального образования город Орск.

## Население
Постоянное население в 2002 году составляло 360 человек (татары — 60 %, казахи — 28 %), 361 в 2010 году.